# Infanteriebataillon 744 (Indonesien)
Das Infanteriebataillon 744 (indonesisch Batalyon Infanteri Raider Khusus 744/Satya Yudha Bhakti oder Yonif Raider Sus 744/SYB) ist eine indonesische Elitekampfeinheit und eines der 39 Offensivbataillone des indonesischen Heeres. Das Bataillon wurde am 24. Januar 1978 im damals annektierten Osttimor (als indonesische Provinz damals Timor Timur) aufgestellt. Einer der Kommandeure des Bataillons in der Besatzungszeit war der spätere indonesische Präsident Susilo Bambang Yudhoyono.

## Hintergründe
Das Bataillon untersteht als Teil der 2009 geschaffenen 21. Infanteriebrigade (Brigif 21/Komodo) dem regionalen Militärkommando Kodam IX/Udayana. Bei der Schaffung des Infanteriebataillon 744 wurde es in der osttimoresischen Stadt Lospalos im äußersten Osten Timors stationiert, später in Osttimors Hauptstadt Dili, im Ortsteil Taibesi. Nach dem Verlust Osttimors 1999 wurde der Militärbezirk (Korem) 164/Wira Dharma aufgelöst. Das Infanteriebataillon 744 blieb bestehen und wurde in den Militärbezirk 161/Wirasakti überführt, dessen Stab in Kupang an der Westspitze Timors steht.
In Kupang fand das Bataillon auch zunächst seinen neuen Standort, bevor es nach Naibonat (Distrikt Ostkupang) und 2005 nach Atambua verlegt wurde. Heute befindet sich das 58 Hektar große Stabsquartier im indonesischen Teil Westtimors in Tofi (Desa Wedomu, Distrikt Osttasifeto, Regierungsbezirk Belu), nahe der Grenze zum unabhängigen Staat Osttimor.
Zum Bataillon gehörte das Spezialteam Somodok (tetum Insel-Bambusotter), das einen legendären Ruf hatte.

## Geschichte
Wie das Infanteriebataillon 745 war das Infanteriebataillon 744 ursprünglich eine indonesische Einheit, in der einheimische Osttimoresen unter indonesischen Offizieren rekrutiert wurden. 1975 war Indonesien in Osttimor einmarschiert und annektierte dieses 1976, was international nicht anerkannt wurde. Vor allem die osttimoresische Partei FRETILIN und ihr militärischer Arm, die FALINTIL leisteten bewaffneten Widerstand, der mit schweren Repressalien gegen die Zivilbevölkerung beantwortet wurde. Doch obwohl die Bataillonen 744 und 745 die Einheiten mit den meisten Osttimoresen in der indonesischen Armee waren und als einzige permanent in Osttimor stationiert waren, blieben die lokalen Kräfte in der Minderheit und waren zudem in ihrer Loyalität nicht sehr zuverlässig. Beispielhaft ist hier die Desertation der gesamten Marschkapelle des Bataillon 744, die sich 1999 den FALINTIL-Kämpfern in Aileu anschlossen, die in Vorbereitung des Friedensschlusses dort kaserniert wurden.
1978 starben in Aculau bei einem Angriff auf das Dorf Aisapu durch die Infanteriebataillone 744 und 745 nach Aussagen der Familien 88 Personen.
Als einer der größten Erfolge für das Bataillon wird der erfolgreiche Hinterhalt am 31. Dezember 1978 angesehen, bei dem der Führer des osttimoresischen Widerstands Nicolau Lobato ums Leben kam. Er starb im Laufe eines Feuergefechts mit Soldaten des Infanteriebataillons 744, wenn auch den Erzählungen nach durch Selbstmord, um sich der Gefangennahme zu entziehen. Sein Leichnam ist bis heute verschwunden.
Am 10. Juni 1980 griffen osttimoresische Kämpfer der FALINTIL unter anderem das Waffenlager der B-Kompanie des Infanteriebataillon 744 in Becora in Dili an. Es war der erste größere Angriff seit der fast völligen Zerschlagung der Widerstandsbewegung im Jahre 1978. Darauf folgten Vergeltungsmaßnahmen des indonesischen Militärs gegen die Zivilbevölkerung, an denen auch das Infanteriebataillon 744 teilnahm. Darunter fallen auch mehrere Morde.
1981 war das Infanteriebataillon 744 an der Operation Zaun aus Beinen (Operation Kikis) beteiligt, bei der 60.000 osttimoresische Zivilisten gezwungen wurden, die Insel für das indonesische Militär zu durchkämmen. Zeugen berichten, das Soldaten des Infanteriebataillons 744 am Ende der Operation am Berg Aitana (je nach Angabe) zwischen 70 und 500 Zivilisten ermordeten.
Auch am Kraras-Massaker 1983, der Erschießung osttimoresischer Demonstranten beim Santa-Cruz-Massaker am 12. November 1991 und anderen Menschenrechtsverletzungen beteiligten sich Soldaten des Infanteriebataillons 744.

## Kommandeure
- Major Mohammad Yunus Yosfiah (12. November 1977 – 19. April 1979)
- Major H. Abdul Rifai (16. Juli 1979 – 9. Mai 1980)
- Major Pande Made Latra (9. Mai 1980 – 1. Oktober 1981)
- Major Ismanto R. (1. Oktober 1981 – 1. Juli 1982)
- Major Sumarno (1. Juli 1982 – 1. Mai 1983)
- Major Bambang Supriadi (1. Mai 1983 – 1. Mai 1984)
- Major Anwir Sudarminto (1. Mai 1984 – 5. Februar 1986)
- Major Susilo Bambang Yudhoyono (5. Februar 1986 – 7. April 1988)
- Oberstleutnant M.K. Sirait (7. April 1988 – 29. Juni 1989)
- Major Syahril B. Peliung (29. Juni 1989 – 20. April 1992)
- Major Wibowo (20. April 1992 – 16. Juni 1993)
- Oberstleutnant Soekotjo H.S. (16. Juni 1993 – 20. Juli 1994)
- Oberstleutnant Agus Basuki (20. Juli 1994 – 11. März 1995)
- Generalmajor TNI Adi Mulyono (11. März 1995 – 15. Juni 1995)
- Brigadegeneral TNI Endar Priyanto (15. Juni 1995 – 1. Juli 1996)
- Oberstleutnant Ahmad Masagus (1. Juli 1996 – 1. August 1998)
- Major Yakraman Yagus, Pjs (1. August 1998 – 18. Juni 2000)
- Oberst Muchlis Henry C (18. Juni 2000 – 16. Juni 2001)
- Oberstleutnant Suparno (16. Juni 2001 – 3. Januar 2003)
- Oberst Yulius Wijayanto (3. Januar 2003 – 1. März 2005)
- Oberstleutnant Ferdinandus Ginting (1. März 2005 – 2007)
- Oberstleutnant Yunianto (2007 – 2010)
- Oberstleutnant Asep Nurdin (2010 – 11. Mai 2011)
- Oberst Andree Saputro, S.E (11. Mai 2011 – 6. Juli 2013)
- Oberstleutnant Teddy Arifiyanto Setia Miharja.S.IP (6. Juli 2013 – 7. Mai 2014)
- Oberstleutnant Yudhi Gumilar, S.Pd (7. Mai 2014 – 5. März 2016)
- Oberstleutnant Parada Warta Nusantara Tampubolon, S.H (5. März 2016 – 11. Dezember 2016)
- Major Samsul Huda, SE (ab 11. Dezember 2016)
- Major Bima Santosa